# Cohomologie de Weil
Une cohomologie de Weil est une théorie cohomologique des variétés algébriques, à coefficients dans un corps, satisfaisant un certain jeu d'axiomes.

## Histoire
La nécessité d'une telle théorie a été postulée par André Weil, à l'origine pour garantir une formule de Lefschetz. 
Weil avait suggéré que les conjectures qui portent son nom se déduiraient de l'existence d'une théorie cohomologique des variétés sur les corps finis, analogue à la théorie cohomologique à coefficients rationnels pour les variétés complexes. En effet, la formule de Lefschetz permet d'exprimer les points fixes d'un automorphisme comme une somme alternée de traces des groupes de cohomologie : si une telle cohomologie pouvait être construite pour les variétés définies sur les corps finis, la fonction zêta pourrait s'écrire à partir d'eux. Cependant, on ne peut pas considérer des coefficients rationnels, ni réels, ni p-adiques, si p est la caractéristique du corps fini considéré.
Il est toutefois possible de travailler avec des coefficients ℓ-adique, où ℓ ≠ p : c'est ce que fait la cohomologie ℓ-adique (en) et c'est effectivement ainsi que la dernière conjecture de Weil a été démontrée par Pierre Deligne en 1974.
Dans les années 1970, la théorie des motifs paraissait une bonne candidate pour devenir une « cohomologie de Weil universelle », une approche qui n'a pas porté ses fruits. Une voie différente, la cohomologie motivique, est aujourd'hui davantage explorée, notamment depuis la construction de Voevodksy. Cette construction lui a permis de donner une preuve de la conjecture de Milnor pour laquelle il a obtenu la médaille Fields en 2002.

## Motivations
D'une manière générale, une telle théorie doit conserver des propriétés de la cohomologie classique (singulière) lorsqu'on l'applique à des variétés se comportant bien : avoir une dualité de Poincaré, une formule de Lefschetz, les i-èmes groupes de cohomologie s'annulent pour i < 0 et i > 2d où d est la dimension de la variété — les autres sont des k-espaces vectoriels de dimension finie où k est le corps de base de la variété… La cohérence de ces notions est garantie par les axiomes qui définissent une telle cohomologie.
On compte quatre théories concrètes « classiques » qui satisfont à ces axiomes :
- la cohomologie singulière (ou de Betti) ;
- la cohomologie de De Rham (sur un corps de caractéristique zéro) ;
- la cohomologie ℓ-adique (en) (sur une variété de caractéristique différente de ℓ) ;
- la cohomologie cristalline.

## Définition
Formellement, une cohomologie de Weil à coefficients dans le corps k est un foncteur contravariant
{\displaystyle X\to H_{W}^{\bullet }(X)}
de la catégorie des variétés dans la catégorie des k-algèbres graduées anti-commutatives de dimension finie, tel que les axiomes suivants sont vérifiés :
1. {\displaystyle H_{W}^{2d}(X)\simeq k} et l'application {\displaystyle H_{W}^{i}(X)\times H_{W}^{2d-i}(X)\to H_{W}^{2d}(X)} définie par la multiplication dans {\displaystyle H_{W}^{\bullet }(X)} est non-dégénérée ;
2. la formule de Künneth est vraie ;
3. il existe un homomorphisme fonctoriel du groupe des cycles algébriques de X de codimension p dans {\displaystyle H_{W}^{2p}(X)}, qui envoie le produit direct de cycles dans le produit tensoriel, et qui n'est pas trivial.